# Stephan Volkert
Stephan Volkert (ur. 7 listopada 1971 w Kolonii) – niemiecki wioślarz, trzykrotny medalista olimpijski.
Wszystkie trzy medale olimpijskie zdobył jako członek czwórki podwójnej: złoto w 1992 i 1996, brąz w 2000. Brał udział w IO 04 (5. miejsce). Stawał na podium mistrzostw świata, był mistrzem świata zarówno w czwórce (1993, 1999, 2002, 2003) jak i dwójce (1997, 1998). Wielokrotnie był mistrzem Niemiec. Dwumetrowy wioślarz startował w barwach RTHC Bayer Leverkusen.